# 维拉尔巴
维拉尔巴（義大利語：Villalba），是意大利卡尔塔尼塞塔省的一个市镇。总面积41平方公里，人口1755人，人口密度42.8人/平方公里（2009年）。ISTAT代码为085022。